# Saunhac e lo Muret
Saunhac e lo Muret (en francès Saugnacq-et-Muret) és un municipi francès situat al departament de les Landes i a la regió de la Nova Aquitània.

## Demografia
| 1962                                       | 1968 | 1975 | 1982 | 1990 | 1999 | 2007 |
| ------------------------------------------ | ---- | ---- | ---- | ---- | ---- | ---- |
| 634                                        | 676  | 655  | 550  | 640  | 712  | 853  |
| Des de 1962: població sense dobles comptes |      |      |      |      |      |      |

## Administració
| Període | Identitat       | Partit    |
| ------- | --------------- | --------- |
| 1989-   | Serge Trabuchet | Les Verts |